# Cúpula triangular
Em geometria, a cúpula triangular é um dos sólidos de Johnson (J3). Pode ser vista como metade de um cuboctaedro.
As suas faces são por 4 triângulos, 3 quadrados e 1 hexágono.